# قرية ذيفان (عمران)
قرية ذيفان هي إحدى قرى الجمهورية اليمنية. تتبع جغرافيا لمحافظة عمران وإداريًا لمديرية ريدة. يبلغ تعداد سكانها 5153 نسمة حسب الإحصاء الذي أجري عام 2004.